# コビヤマ洋一
コビヤマ 洋一（コビヤマ よういち、1959年8月15日 - ）は、日本の俳優。本名、小檜山 洋一（こびやま よういち）。
東京都出身。唐十郎が主宰する状況劇場に在籍後、アロック・ダンス・カンパニー、興行師IQ230、新宿梁山泊を経る。弟は能楽師 小檜山浩二。

## 作品

### 主演作品
- 1994年『青き美しきアジア』

### 書き下ろし作品
- 1989年『風枕－帝都篇』（作・出演）
- 1992年『リュウの歌』（作・出演）
- 1995年『空の城』（作・出演）
- 1996年『夜の一族』(作・出演)
- 1996年『梁山泊版『四谷怪談』十六夜の月』（作・出演）
- 1997年『十六夜の月改訂版』－梁山泊版・四谷怪談－(作・出演）
- 2004年『梁山泊版 どん底 桜貝篇』(作・出演)
- 2007年『夜の一族』『月光の騎士』(作・出演) 『リュウの歌』
- 2008年 新宿梁山泊 第38回公演 李潤澤 演出『リュウの歌』(作・出演)
- 2010年『夜の一族』假香港話劇團黑盒劇場にて公演
- 2017年『夜の一族』台北芸術大学劇場にて　上演

### 映画
- 1993年『雨の轍』（伊藤信幸監督）（主演）
- 1995年『マークスの山』（崔洋一監督）
- 1996年『新極道記者』（望月六郎監督）
- 2001年『夜を賭けて』（金守珍監督）
- 2004年『─祈り─』（金田浩樹監督）
- 2004年『ガラスの使徒』(金守珍監督)
- 2005年『TWO LOVE〜二つの愛の物語〜』キャッチボール（橋本直樹監督）- 先輩運転手役
- 2006年『悪夢探偵(仮)』（塚本晋也監督）
- 2011年『明日のジョー』（曽利文彦監督）
- 2013年『東京ハロウィンナイト』（岡田まり監督）
- 2014年『ゆがみ。〜呪われた閉鎖空間〜』（夏目大一朗監督）
- 2016年『シン・ゴジラ』（庵野秀明監督）[2]
- 2017年『沈黙 -サイレンス-』（マーティン・スコセッシ監督）
- 2018年『累 −かさね−　』（佐藤祐市監督）
- 2019年『任俠学園』

### テレビドラマ
- 1990年 関西テレビ『復讐クラブ』
- 1995年 NHK大河ドラマ『八代将軍吉宗』
- 1998年 フジテレビ『3番テーブルの客』 金曜エンタテイメント女獣医佐久間亜里・ペット誘拐殺人事件』
- 2000年 NHK『天才てれびくん』
- 2000年 テレビ朝日『29歳の憂うつ-パラダイスサーティー』
- 2000年 日本テレビ 火曜サスペンス劇場『警視庁鑑識班10』（白鳳社の編集長役）
- 2002年 NHK  金曜時代劇『春が来た』
- 2004年 テレビ朝日  永遠の恋物語『阿部定と吉蔵』篇
- 2006年 未来創造堂『シャープペンシル・早川徳次』篇
- 2007年 中部日本放送  『熱血ニセ家族』（準レギュラー）
- 2010年 土曜ワイド劇場『温泉マル秘大作戦！part 9』
- 2011年 テレビ朝日 ドラマ「バーテンダー」
- 2011年 テレビ朝日 ザ・スクープスペシャル「“誰も知らない”玉音放送の秘密」
- 2013年 月曜ゴールデン 夏樹静子サスペンス「霧氷〜イソベン・里村タマミの事件簿〜」
- 2014年 フジテレビ「オリンピックを呼んだ男」
- 2014年 フジテレビ「信長協奏曲」8話9話
- 2015年 太鼓持ちの達人
- 2015年 戦う！書店ガール 最終話
- 2016年 スカパー！ 螻蛄
- 2016年 BSジャパン 「真夜中の百貨店」17話
- 2017年 警部補 矢部謙三～人工頭脳VS人工頭毛～

### テレビアニメ
- 2000年 テレビ東京『トランスフォーマー カーロボット』（ギガトロン[3] / デビルギガトロン）
- 2000年 フジテレビ『こちら葛飾区亀有公園前派出所』（少女漫画刑事）
- 2004年 テレビ東京『遊☆戯☆王デュエルモンスターズ』（アクナムカノン）

### ミュージックビデオ
- 2005年 浜田省吾「I am a father」

### CM
- 1998年 SONY DVD 『VEGA』(中島信也監督)
- 2000年 富士ゼロックス『カラープリンター』
- 2007年 フィンランド『expert』(金田浩樹監督)全4シリーズ
- 2014年 携帯アプリ　「clip果たし状篇」出演
- 2015年　マビノギWebCM　「あの時も見えなかった篇」
- 2016年　EPSONのWEBCM　「再会の山」—妻が夫に贈った最高の感動サプライズ—

### ラジオ
- 1998年 FMシアター『五月の自転車』

### その他舞台
- 1992年 『レッド・ムーン』
- 1993年 『リトルマン・イン・リトルトーキョー』
- 1999年 日本児童,青少年　演劇劇団協議会合同公演 ミュージカルザ・ヒーローズ
- 1999年 音楽劇『あの丘を越えて。』
- 2000年 日本／コリア音楽祭　オペラ『水色のワルツ』
- 2001年 日中韓4劇団コラボレーション『GOKU』（主演）
- 2001年 日韓芸術コラボレーションフェスティバル2001プレ公演『間』
- 2003年 唐組春公演『泥人魚』（作・演出／唐十郎）
- 2003年 唐組公演『泥人魚』再演(作・演出／唐十郎)
- 2005年 ダンスエレマンスペシャル
- 2005年 『美女と野獣』(東京・大阪・韓国公演)
- 2006年 中島みゆき『夜会』vol.14　『24時着00時発』(東京・大阪公演)
- 2008年 中島みゆき『夜会』vol.15　『夜物語〜元祖・今晩屋』（東京:赤坂ACTシアター）
- 2009年 中島みゆき『夜会』vol.15　『夜物語〜元祖・今晩屋』（大阪:シアターBRAVA）
- 2009年 中島みゆき『夜会』vol.16　『夜物語〜本家・今晩屋』（東京:赤坂ACTシアター）
- 2010年 夏宵漫百鬼夜行　（東京芸術劇場　小ホール2）
- 2010年 婢伝五稜郭　（六本木・俳優座劇場）
- 2010年 真魔界転生  柳生十兵衛 VS 真田幸村　　（六本木・俳優座劇場）
- 2011年 下北沢の蛇屋横町　　（下北沢：WORK SHOP LOUNGE「SEED SHIP）
- 2011年 中島みゆき『夜会』vol.17　『2/2』（東京:赤坂ACTシアター）
- 2012年 シュール・バーレスク2012『薔薇の大罪』（東京:キンケロシアター）
- 2012年 路地裏月光堂　第2弾公演　時の女　作・演出・出演（東京:下北沢シアター711）
- 2015年 「三十三回忌」（12月8日〜13日 幌張馬車プロデュースVol.5 作：池田 真一 （演出） 木村（^^）ひさし）
- 2016年 ザ・チョンマゲ群団 　chuji 　（築地ブディストホール）
- 2017年「ピラニアの甘噛み」2017年6月13日(火)～18日(日)　　幌張馬車　プロデュース Vol.6　（演出） 木村（^^）ひさし）
- 2019年「劇団ドガドガプラス「肉体だもん・改」」2019年08月17日～26日　　劇団ドガドガプラス
- 2024年「フラガール'24」2024年10月1日〜27日 羽原組 作・演出：羽原大介（赤坂RED/THEATER 他）[4]